# Thalattokratie
Thalattokratie (griech. θάλασσα thálassa = „Meer“, κράτος krátos = „Herrschaft“) ist in der Geologie die „Vorherrschaft“ des Meeres über die Kontinente und bezeichnet Zeitabschnitte der Erdgeschichte, in denen wegen verbreiteter Transgressionen weite Bereiche der Kontinentalschelfe von Wasser bedeckt waren. Ein Beispiel dafür ist etwa die Kreide, die durch einen weltweit sehr hohen Stand des Meeresspiegels gekennzeichnet war.
Das Gegenteil der Thalattokratie ist die Geokratie. In diesen Zeitabschnitten waren weite Bereiche der Kontinentalschelfe nicht von Wasser bedeckt, so dass die Kontinente eine größere Ausdehnung als in thalattokraten Zeitabschnitten hatten. Beispiele sind das Kambrium und die untere Trias.